# Marcel Beyer
Marcel Beyer (* 23. listopadu 1965, Tailfingen, Bádensko-Württembersko) je německý spisovatel. V roce 2016 získal Cenu Georga Büchnera.

## Biografie
Narodil se v německém Albstadtu, městské části Tailfingen. Posléze vyrůstal v Kielu a Neussu. Na univerzitě v Siegenu vystudoval germanistiku, anglistiku a literární vědu. Magisterskou práci psal o rakouské spisovatelce Friederike Mayröcker.
Do roku 1996 žil v Kolíně nad Rýnem, od té doby žije v Drážďanech.
Na podzim roku 2016 vystoupil Marcel Beyer v pražském Goethe-Institutu, kde v rámci pořadu o současné české a německé poezii předčítal ze svých básní a diskutoval s básníkem Petrem Hruškou.

## Ocenění
- 1991 – Cena Ernsta Willnera (Ernst-Willner-Preis)
- 1991 – Stipendium Rolfa Dietera Brinkmanna (Rolf-Dieter-Brinkmann-Stipendium der Stadt Köln, za Das Menschenfleisch)
- 1992 – Stipendium Severního Porýní-Vestfálska (za Das Menschenfleisch)
- 1992 – Pobytové stipendium na Literarisches Colloquium Berlin (práce na Flughunde)
- 1993 – Autorenförderung für die "Arbeit am zweiten Buch" der Stiftung Niedersachsen (na Flughunde)
- 1995 – Pobytové stipendium na zámku Wiepersdorf
- 1996 – Literární cena města Berlína
- 1996 – Bobrowského medaile (Bobrowski-Medaille)
- 1996 – Deutscher Kritikerpreis für Literatur
- 1997 – Cena Uweho Johnsona (Uwe-Johnson-Preis)
- 1998 – Förderpreis des sächsischen Lessing-Preises und des Horst-Bienek-Preises
- 2000 – Stipendium Jeana Paula města Bayreuthu (Jean-Paul-Literaturförderpreis der Stadt Bayreuth),
- 2001 – Cena Heinricha Bölla města Kolína nad Rýnem (Heinrich-Böll-Preis der Stadt Köln)
- 2003 – Hölderlinova cena (Hölderlin-Preis der Stadt und Universität Tübingen)
- 2004 – Spycher-Literaturpreis
- 2006 – Cena Ericha Frieda (Erich-Fried-Preis)
- 2008 – Writer in residence am Max-Planck-Institut für Wissenschaftsgeschichte in Berlin
- 2008 – Cena Josepha Breitenbacha (Joseph-Breitenbach-Preis)
- 2008 – Liliencronova docentura v Kielu (Liliencron-Dozentur Kiel)
- 2010 – Stipendium der Deutschen Akademie Rom Villa Massimo
- 2012 – Městský písař města Bergen-Enkheim (Stadtschreiber von Bergen-Enkheim)
- 2014 – Kleistova cena[10]
- 2014 – Cena Oskara Pastiora
- 2015 – Literární cena města Brémy za sbírku Graphit[11]
- 2016 – Düsseldorfská literární cena[4]
- 2016 – Cena Georga Büchnera[4]

### Přehled děl v originále (výběr)

#### Próza
- Putins Briefkasten: Acht Recherchen.[12] Berlín: Suhrkamp Verlag, 2012. 224 S.
- Kaltenburg: Roman. Suhrkamp Verlag, 2008. 448 S.
- Vergesst mich.[13] Köln: DuMont Verlag, 2006. 64 S.
- Spione: Roman.[14] Köln: DuMont Verlag, 2000. 306 S.
- Flughunde: Roman. 6. vyd. Frankfurt am Main: Suhrkamp Verlag, 1995. 300 S.
- Das Menschenfleisch. Roman. Frankfurt am Main: Suhrkamp Verlag, 1991.

#### Poesie
- Graphit: Gedichte. 1. vyd. Suhrkamp Verlag, 2014. 207 S.
- Erdkunde: Gedichte. 1. vyd. DUMONT Literatur und Kunst Verlag, 2002. 116 S.
- Falsches Futter: Gedichte. 3. vyd. Suhrkamp Verlag, 1997. 79 S. (= edition suhrkamp 2005)
- Walkmännin. Gedichte. 1988/89. Frankfurt am Main: Patio, 1991.
- Kleine Zahnpasta. Gedichte 1987–1989. Paris: dead language press, 1989.

#### Ostatní
- William S. Burroughs. Přip. k vyd. společně s Andreasem Kramerem. Eggingen: Isele, 1995. (= Porträt 4).
- Friederike Mayröcker: Eine Bibliographie 1946-1990 Frankfurt am Main: Peter Lang Verlag, 1992. 363 S. (= Bibliographien zur Literatur- und Mediengeschichte 2)
- Vergessene Autoren der Moderne. (spoluautor: Karl Riha)